# Siarnaq (satélite)
Siarnaq, también designado Saturno XXIX, es un satélite irregular progrado de Saturno. Fue descubierto en los observatorios de Mauna Kea por los astrónomos Brett J. Gladman y John Kavelaars en el año 2000, y recibió la designación temporal S/2000 S 3.
Recibió su nombre de Siarnaq, más conocida como Sedna, la diosa inuit del mar, y es el miembro más grande del grupo de satélites irregulares inuit de Saturno.

## Descubrimiento

Imágenes del descubrimiento de Siarnaq tomadas por el CFHT en septiembre de 2000.

Siarnaq fue descubierto por los astrónomos canadienses Brett J. Gladman y John Kavelaars en los observatorios de Mauna Kea el 23 de septiembre de 2000. El descubrimiento de Siarnaq formó parte de una campaña de observación para buscar satélites irregulares distantes alrededor de Saturno. La campaña fue coordinada por Gladman a fines de 2000 y consistió en un equipo internacional de ocho astrónomos que utilizaron varios telescopios terrestres con cámaras CCD para estudiar la esfera de Hill de Saturno, la región dentro de la cual los satélites pueden tener órbitas estables alrededor del planeta.
En septiembre de 2000, Gladman y Kavelaars realizaron un estudio de área amplia hasta una magnitud límite de banda R de 24,5 con el observatorio Canadá, Francia, Hawái (CFHT) de 3,6 metros en los observatorios de Mauna Kea en Hawái. Volvieron a observar sus descubrimientos previos de satélites irregulares de agosto de 2000 (Ymir y Paaliaq) e identificaron dos nuevos candidatos a satélites irregulares que necesitaban más confirmación: Siarnaq y Tarvos. Siarnaq, el más brillante de los dos, fue detectado con una magnitud aparente de 20.

### Seguimiento y confirmación

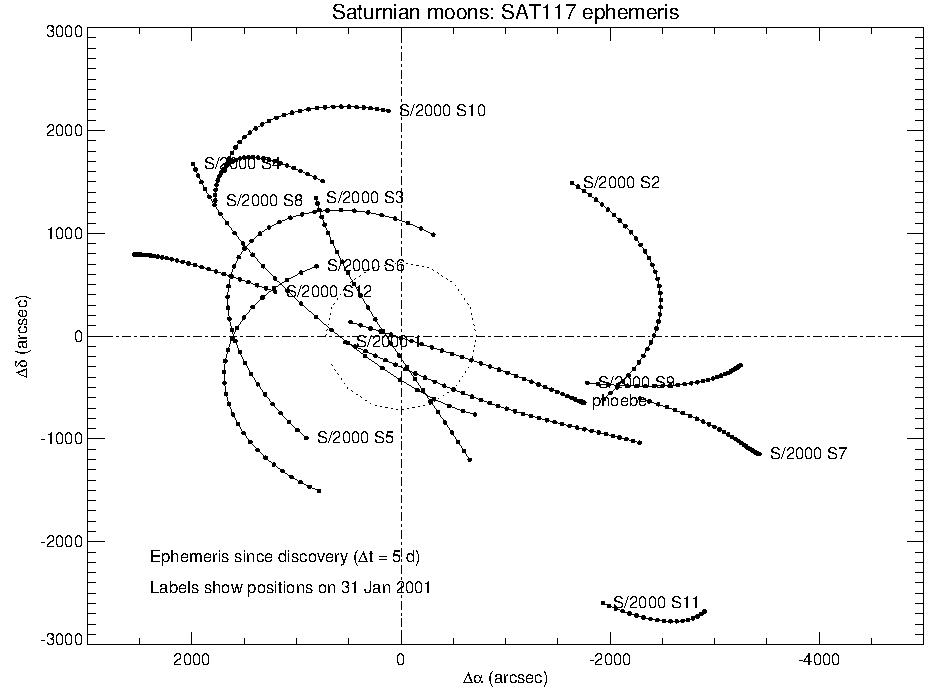
Gráfico compensado que muestra las posiciones y efemérides de 13 satélites irregulares en relación con Saturno en 2001. Siarnaq (S/2000 S 3) se encuentra en la parte superior izquierda desde el centro.

Entre el 25 y el 29 de septiembre de 2000, se realizaron observaciones de seguimiento de Siarnaq y otros satélites irregulares de Saturno recientemente descubiertos en varios observatorios. Los cálculos orbitales preliminares descartaron la posibilidad de que los satélites pudieran ser asteroides en primer plano y confirmaron que, de hecho, estaban orbitando Saturno.  El descubrimiento de Ymir, Paaliaq, Siarnaq y Tarvos fue informado formalmente por la Unión Astronómica Internacional el 25 de octubre de 2000 y anunciado por el equipo de Gladman un día después en una reunión organizada por la División de Ciencias Planetarias de la Sociedad Astronómica Estadounidense. El descubrimiento de los cuatro satélites elevó los satélites conocidos de Saturno a 22, superando el recuento de 21 satélites naturales de Urano en ese momento.
Aunque Siarnaq fue confirmado como satélite, la órbita era poco conocida debido a un número insuficiente de observaciones. El satélite fue reobservado por el Observatorio Nacional de Kitt Peak en diciembre de 2000, y luego por los observatorios de Palomar y Roque de los Muchachos a principios de 2001. Mientras tanto, el equipo de Gladman había descubierto ocho satélites irregulares más de Saturno, lo que elevó el número de satélites conocidos del planeta a 30 y, como resultado, superó a Júpiter como el planeta con más satélites conocidos hasta 2003.

## Nombre

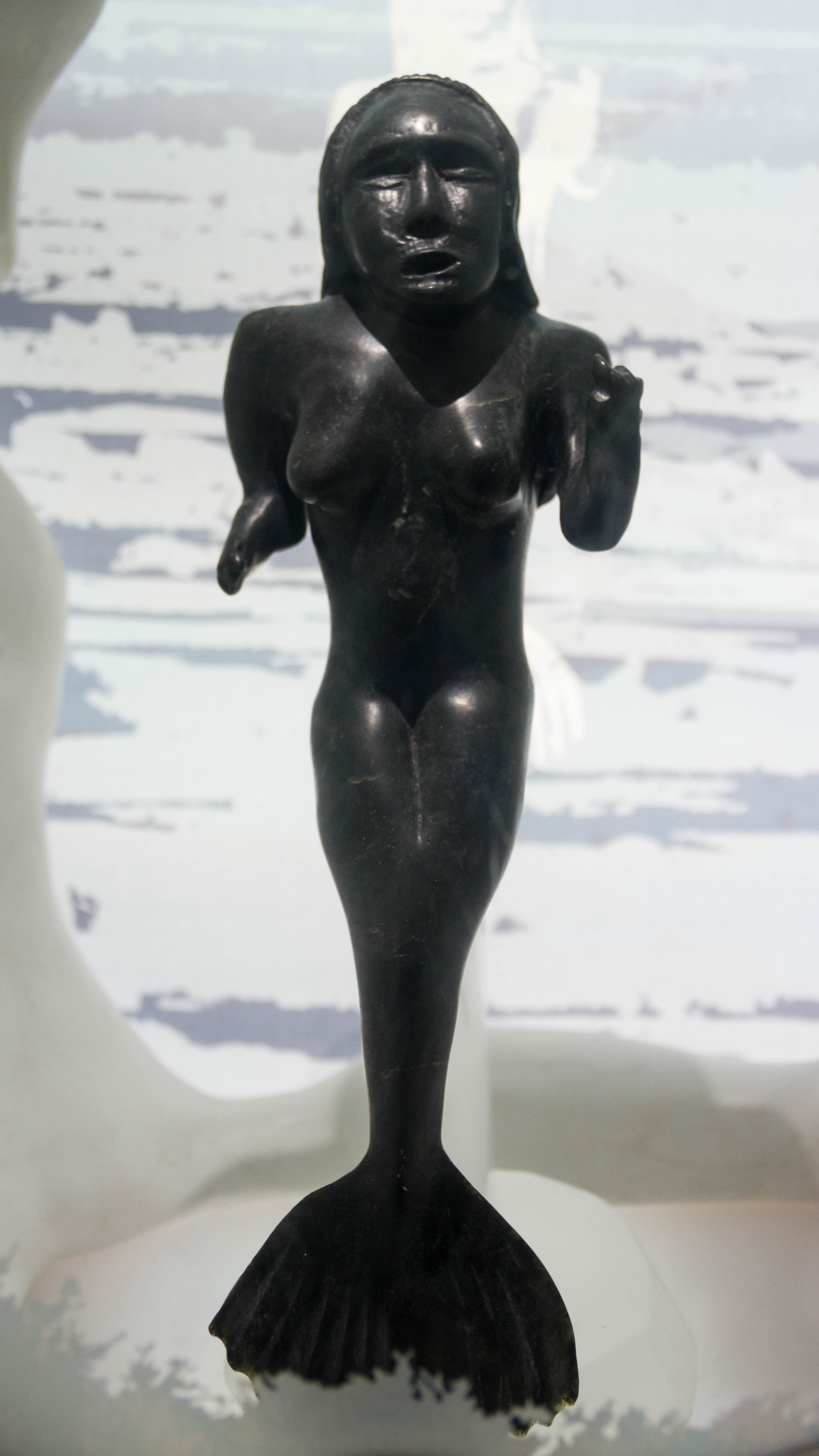
Siarnaq en la mitología inuit.

El satélite lleva el nombre de Siarnaq, la gigante o diosa inuit del mar y gobernante del inframundo inuit Adlivun. En otras variantes de la mitología inuit, también se la conoce con otros nombres como Nuliajuk y Sedna. Se dice que Siarnaq reside en el fondo del océano y que concibió toda la vida marina, que ocultará a los cazadores inuit cuando se enfade. En algunas versiones de la mitología inuit, Siarnaq fue una vez una hermosa doncella que fue engañada para casarse con un hombre pájaro y luego fue rescatada por su padre. Fueron atacados por una tormenta, lo que provocó que el padre desesperado la sacrificara al mar para salvarse.
El satélite recibió su nombre en un aviso formal publicado por la Unión Astronómica Internacional el 8 de agosto de 2003, un mes después de su aprobación por parte del Grupo de Trabajo para la Nomenclatura del Sistema Planetario de la IAU en una asamblea general celebrada en julio de 2003. A Siarnaq también se le asignó la designación de números romanos Saturno XXIX, el satélite n.° 29 de Saturno.

### Origen del nombre
Antes de que Siarnaq recibiera su nombre, se conocía anteriormente con la designación provisional S/2000 S 3 asignada por la IAU en el anuncio del descubrimiento.  La designación provisional indica que fue el tercer satélite de Saturno identificado en imágenes tomadas en 2000. Siarnaq se encuentra entre los primeros satélites irregulares de Saturno descubiertos desde Febe en 1898; el descubrimiento de nuevos grupos de satélites de Saturno brindó la oportunidad a sus descubridores de establecer nuevas convenciones de nombres para cada uno de ellos.
Sus colegas aconsejaron a Kavelaars que se desviara del tema tradicional de la mitología grecorromana para los satélites de Saturno y, en su lugar, propusiera nombres de diferentes culturas. A finales de 2000, Kavelaars pasó varios meses consultando a eruditos amerindios para obtener sugerencias de nombres apropiados que fueran tanto de origen multicultural como canadiense. En marzo de 2001, Kavelaars estaba leyendo el cuento inuit Hide and Sneak a sus hijos y tuvo una revelación. Se puso en contacto con el autor del cuento, Michael Kusugak, para obtener su consentimiento, y este último sugirió los nombres de Kiviuq y Sedna. Kavelaars luego decidió que los nombres inuit seleccionados deberían terminar en la letra q para distinguir al grupo; por lo tanto, el nombre Sedna se cambió a Siarnaq. El nombre anterior se usó más tarde para (90377) Sedna, un objeto transneptuniano distante descubierto en 2003.

## Características físicas

Siarnaq observado en el infrarrojo por la nave espacial WISE en 2010.

A partir de las observaciones infrarrojas de la nave espacial WISE, se estima que Siarnaq tiene un diámetro de 39,3 kilómetros.

### Color
Es de color rojo claro, y el espectro de Siarnaq en el infrarrojo es muy similar a los satélites del grupo Inuit Paaliaq y Kiviuq, lo que respalda la tesis de un posible origen común en la ruptura de un cuerpo más grande.

### Forma y rotación
La sonda espacial Cassini midió el período de rotación de Siarnaq en 10,19 horas; este es el período de rotación más corto de todos los satélites irregulares prógrados de Saturno. Siarnaq muestra una curva de luz con tres máximos y mínimos en una rotación completa, lo que implica una forma aproximadamente triangular similar a la de Ymir. A partir de las observaciones de la sonda espacial Cassini de Siarnaq en diferentes ángulos de fase, se ha determinado que la orientación de su polo norte de rotación apunta hacia 98° de latitud eclíptica y −23° de longitud eclíptica. Esto corresponde a una inclinación axial lateral, lo que indica que Siarnaq experimenta estaciones largas y extremas similares a las de Urano.

## Órbita

Animación de las órbitas del grupo Inuit de 2018 a 2027. En rojo se destaca la órbita de Siarnaq.

Siarnaq orbita Saturno a una distancia media de 17,9 millones de km en 897 días (2,5 años). Se ha descubierto que se encuentra en una resonancia secular con Saturno, lo que implica la precesión de su periápside y la del planeta.
Aunque las similitudes de color sugieren un origen compartido para todos los miembros del grupo Inuit, los componentes orbitales de Siarnaq son más similares a los de Tarqeq, lo que sugiere que este último es un fragmento del primero.